# ويليام ستافورد أندرسون
ويليام ستافورد أندرسون (1884-1980) هو سياسي كندي. انتخب عضو الجمعية التشريعية لنيو برونزويك ‏. مثلّ مقاطعة نورثمبرلاند في الجمعية التشريعية لنيو برونزويك من عام 1930 إلى عام 1956 كعضو في الحزب الليبرالي.

## سيرة
ولد في نيو برونزيك 16 فبراير 1884، أكمل دراسته من كلية الاعمال في سانت جون، وبدأ بعدها في اعمال تصنيع وشحن الخشب، في عام 1908، أسس شركة دبليو. إس. أندرسون وشركاؤه (W. S. Anderson & Co) لصناعة الاخشاب. في عام 1916، انشأ مصنعا لمعالجة الاخشاب في قرية لودو لكنه تعرض لحريق في عام 1919. في عشرينيات القرن العشرين وسعّ أندرسون اعماله ليشمل مصانع للاخشاب الطويلة واخشاب البكرات في منطقة فرع نهر كاينز الشمالي.
تزوج من هولدا هيلين جين موريسون عام 1910، وانجب منها اربعة واولاد و3 بنات، ابنه جون